# Kanton Hoheneggelsen
Der Kanton Hoheneggelsen bestand von 1807 bis 1813 im Distrikt Hildesheim im Departement der Oker im Königreich Westphalen und wurde durch das Königliche Decret vom 24. Dezember 1807 gebildet.

## Gemeinden
- Hoheneggelsen
- Groß-Himstedt
- Klein-Himstedt
- Söhlde
- Steinbrück
- Betrum
- Möllum
- Feldbergen

## Einzelnachweis
1. ↑  Königliches Decret, wodurch die Eintheilung des Königreichs in acht Departements angeordnet wird. Verzeichniß der Departements, Districte, Cantons und Communen des Königreichs. In: Landschaftsverband Westfalen-Lippe (Hrsg.): Bulletin des lois du Royaume de Westphalie. Band I, Nr. 6, 1807, S. 160 f. (lwl.org [PDF; 4,9 MB; abgerufen am 16. Mai 2011]).